# Cena Cypriani
Die Cena Cypriani ist eine ursprünglich auf Lateinisch abgefasste Bibelparodie, deren erste Fassung fälschlicherweise Cyprianus, dem Bischof von Karthago aus dem 3. Jahrhundert n. Chr., zugeschrieben wird. Eine zweite Fassung, die im 9. Jahrhundert n. Chr. entstand und in Bezug auf Rhythmus, sprachliche Ausgestaltung und syntaktische Verknüpfung deutlich Verbesserungen erkennen lässt, stammt vermutlich von Johannes Diaconus (* um 825; † zwischen 880 und 882).

## Aufbau der Cena Cypriani
Die Cena Cypriani beschreibt ein Festmahl in Anlehnung an die Hochzeit von Kana, bei der alle möglichen Figuren des Alten und Neuen Testaments auftreten und meist in aufzählender Form genannt und mit diversen Attributen versehen werden oder bestimmte Tätigkeiten ausführen, die häufig in verrätselter Formulierung ausgedrückt werden; hierbei werden meist biblische Zitate verzerrt oder auf den Kopf gestellt.

## Ein Abschnitt aus der Cena Cypriani
```
Primus itaque omnium sedit                      Und so setzte sich als erster von allen
Adam in medio, Eva super folia,                 Adam in die Mitte, Eva auf die Blätter,
Cain super aratrum, Abel supra mulgarium,       Kain auf den Pflug, Abel auf den Melkeimer, 
Noe super arcam, Iafeth super lateres,          Noah auf die Arche, Jafeth auf die Seitenflügel,
Abraham sub arbore, Isaac super aram,           Abraham unter den Baum, Isaak auf den Altar,
Iacob supra petram, Loth iuxta hostium,         Jakob auf den Fels, Loth neben die Tür, 
Moyses super lapidem, Helias super pellem,      Moses auf den Stein, Elias auf das Fell,
Danihel super tribunal, Tobis super lectum,     Daniel auf die Tribüne, Tobias auf das Bett,
Ioseph super modium, Beniamin super saccum      Joseph auf den Scheffel, Benjamin auf den Sack, 
David super monticulum, Johannis in terra,      David auf den kleinen Berg, Johannes auf die Erde,
Pharao in arena, Lazarus in tabula,             Pharao in den Sand, Lazarus auf den Tisch,
Iesus super puteum, Zacchaeus super arborem,    Jesus auf den Brunnen, Zachäus auf den Baum,
Matthaeus super scannum, Rebecca super hydriam, Matthäus auf den Schemel, Rebecca auf den Wasserkrug, 
Raab super stuppam, Ruth super stipulam,        Rahab aufs Werg, Ruth aufs Stroh,
Thecla super fenestram, Susanna in horto,       Thekla aufs Fenster, Susanna in den Garten, 
Abessalon in fronibus, Iudas super loculum,     Abessalon ins Laub, Judas auf die Gräber, 
Petrus super cathedram, Jacobus super retem,    Petrus auf den Sessel, Jakobus aufs Netz, 
Samson super colonnam, Heli super sellam,       Samson auf die Säule, Eli auf den Amtsstuhl,
Rachel super sarcinam.                          Rachel auf den Packsack.
```

## Die Cena Cypriani in neueren Texten
In Umberto Ecos Roman Der Name der Rose erlebt Adson, eine der Hauptfiguren des Buches, zweimal eine Vision; bei der zweiten Vision sieht er einige Teile der Handlung der Cena Cypriani, auf bizarre Art vermischt mit einigen früher erlebten Ereignissen.